# 阪神ジャンプステークス
阪神ジャンプステークス（はんしんジャンプステークス）は、日本中央競馬会（JRA）が阪神競馬場で施行する中央競馬の重賞競走（J・GIII）である。

## 概要
1968年に創設された阪神障害ステークスを前身とし、1999年に創設された障害の重賞競走。距離は幾度かの変遷を経て、2007年より芝3140mで行われている。

### 競走条件
以下の内容は、2023年現在のもの。
出走資格：サラ系障害3歳以上
- JRA所属馬（外国産馬を含む）

負担重量：別定
- 3歳58kg、4歳以上60kg、牝馬2kg減
  - J・GI競走1着馬2kg増、J・GII競走1着馬1kg増

### 賞金
2023年の1着賞金は2900万円で、以下2着1200万円、3着730万円、4着440万円、5着290万円。

## 歴史
- 1999年 - 4歳以上の馬による重賞（J・GIII）として創設、阪神競馬場の障害・芝3170mで施行。
- 2001年 - 馬齢表示の国際基準への変更に伴い、出走条件を「3歳以上」に変更。
- 2006年 - 阪神競馬場の馬場改修工事に伴い、中京競馬場(旧コース)の障害・芝3330mで施行。
- 2007年 - 施行距離を障害・芝3140mに変更。
- 2020年 
  - 京都競馬場の改修工事等の関連で中京競馬場(新コース)の障害・芝3300mで施行（2021年・2022年も同様）[4]。
  - 新型コロナウイルスの感染拡大防止のため、「無観客競馬」として実施[5]。
- 2024年 ｰ 阪神競馬場リフレッシュ工事に伴う開催日割の変更のため中京競馬場障害・芝3330mで施行[6]。
- 2025年 - 暑熱対策に伴い、午前中に施行される重賞競走となる[7]。

### 歴代優勝馬
距離のコース種別は、最後の直線コースを走行する際の馬場で記述する。
優勝馬の馬齢は、2000年以前も現行表記に揃えている。
| 回数   | 施行日        | 競馬場 | 距離    | 優勝馬             | 性齢 | タイム | 優勝騎手 | 管理調教師 | 馬主                     |
| ------ | ------------- | ------ | ------- | ------------------ | ---- | ------ | -------- | ---------- | ------------------------ |
| 第1回  | 1999年9月25日 | 阪神   | 芝3170m | ヒサコーボンバー   | 牡6  | 3:30.7 | 牧田和弥 | 西園正都   | 久富勘助                 |
| 第2回  | 2000年9月16日 | 阪神   | 芝3170m | テイエムダイオー   | 牡4  | 3:30.6 | 白浜雄造 | 鹿戸明     | 竹園正繼                 |
| 第3回  | 2001年9月15日 | 阪神   | 芝3170m | アイディンサマー   | 牡4  | 3:29.4 | 高田潤   | 藤原英昭   | 米井勝                   |
| 第4回  | 2002年9月14日 | 阪神   | 芝3170m | ミレニアムスズカ   | 牡4  | 3:27.4 | 北沢伸也 | 橋田満     | 永井啓弍                 |
| 第5回  | 2003年9月20日 | 阪神   | 芝3170m | ウインマーベラス   | 牡6  | 3:32.0 | 白浜雄造 | 森秀行     | （株）ウイン             |
| 第6回  | 2004年9月20日 | 阪神   | 芝3170m | ロードプリヴェイル | 牡6  | 3:29.2 | 熊沢重文 | 池江泰郎   | （株）ロードホースクラブ |
| 第7回  | 2005年9月19日 | 阪神   | 芝3170m | アズマビヨンド     | 牡6  | 3:31.4 | 白浜雄造 | 加用正     | 東哲次                   |
| 第8回  | 2006年9月18日 | 中京   | 芝3330m | コウエイトライ     | 牝5  | 3:37.8 | 小坂忠士 | 田所清広   | 伊東政清                 |
| 第9回  | 2007年9月17日 | 阪神   | 芝3140m | コウエイトライ     | 牝6  | 3:27.9 | 小坂忠士 | 田所清広   | 伊東政清                 |
| 第10回 | 2008年9月20日 | 阪神   | 芝3140m | コウエイトライ     | 牝7  | 3:26.4 | 小坂忠士 | 田所清広   | 伊東政清                 |
| 第11回 | 2009年9月21日 | 阪神   | 芝3140m | マヤノスターダム   | 牡7  | 3:29.7 | 植野貴也 | 坂口正大   | 田所英子                 |
| 第12回 | 2010年9月20日 | 阪神   | 芝3140m | コウエイトライ     | 牝9  | 3:26.4 | 小坂忠士 | 山内研二   | 伊東政清                 |
| 第13回 | 2011年9月19日 | 阪神   | 芝3140m | クランエンブレム   | 牡7  | 3:29.5 | 山本康志 | 手塚貴久   | （有）サンデーレーシング |
| 第14回 | 2012年9月15日 | 阪神   | 芝3140m | テイエムハリアー   | 牡6  | 3:25.6 | 熊沢重文 | 五十嵐忠男 | 竹園正繼                 |
| 第15回 | 2013年9月14日 | 阪神   | 芝3140m | オースミムーン     | 牡4  | 3:24.8 | 高田潤   | 小野幸治   | （株）オースミ           |
| 第16回 | 2014年9月20日 | 阪神   | 芝3140m | メイショウブシドウ | 牡5  | 3:28.5 | 高田潤   | 角居勝彦   | 松本好雄                 |
| 第17回 | 2015年9月19日 | 阪神   | 芝3140m | オースミムーン     | 牡6  | 3:31.9 | 高田潤   | 松下武士   | （株）オースミ           |
| 第18回 | 2016年9月17日 | 阪神   | 芝3140m | ニホンピロバロン   | 牡6  | 3:28.2 | 高田潤   | 田所秀孝   | 小林百太郎               |
| 第19回 | 2017年9月16日 | 阪神   | 芝3140m | アップトゥデイト   | 牡7  | 3:29.3 | 林満明   | 佐々木晶三 | 前田幸治                 |
| 第20回 | 2018年9月15日 | 阪神   | 芝3140m | アップトゥデイト   | 牡8  | 3:27.2 | 白浜雄造 | 佐々木晶三 | 今西宏枝                 |
| 第21回 | 2019年9月14日 | 阪神   | 芝3140m | メドウラーク       | 牡8  | 3:29.8 | 北沢伸也 | 橋田満     | 吉田勝己                 |
| 第22回 | 2020年9月19日 | 中京   | 芝3300m | タガノエスプレッソ | 牡8  | 3:33.3 | 平沢健治 | 五十嵐忠男 | 八木良司                 |
| 第23回 | 2021年9月18日 | 中京   | 芝3300m | トゥルボー         | 牡5  | 3:38.3 | 石神深一 | 小笠倫弘   | （株）ノースヒルズ       |
| 第24回 | 2022年9月17日 | 中京   | 芝3300m | ホッコーメヴィウス | セ6  | 3:33.4 | 黒岩悠   | 清水久詞   | 北幸商事（株）           |
| 第25回 | 2023年9月16日 | 阪神   | 芝3140m | ジューンベロシティ | 牡5  | 3:25.7 | 西谷誠   | 武英智     | 吉川潤                   |
| 第26回 | 2024年9月14日 | 中京   | 芝3330m | サペラヴィ         | 牡7  | 3:39.0 | 江田勇亮 | 南田美知雄 | 伊達敏明                 |

#### 各回競走結果の出典
- 『中央競馬全重賞競走成績集【障害・廃止競走編】』第1回 - 第7回
- “レース成績データ”.   日本中央競馬会. 2020年9月23日閲覧。
  - （2022年）“第5回 中京競馬 第3日” (PDF). p. 4. 2022年9月18日閲覧。（索引番号：26032）
  - （2021年）“第5回 中京競馬 第3日” (PDF). p. 4. 2022年9月18日閲覧。（索引番号：26032）
  - （2020年）“第2回 中京競馬 第3日” (PDF). p. 4. 2019年9月15日閲覧。（索引番号：26032）
  - （2019年）“第4回 阪神競馬 第3日” (PDF). p. 4. 2019年9月15日閲覧。（索引番号：26032）
  - （2018年）“第4回 阪神競馬 第3日” (PDF). p. 4. 2019年9月15日閲覧。（索引番号：26032）
  - （2017年）“第4回 阪神競馬 第3日” (PDF). p. 4. 2017年9月17日閲覧。（索引番号：26032）
  - （2016年）“第4回 阪神競馬 第3日” (PDF). p. 4. 2016年9月19日閲覧。（索引番号：26032）
  - （2015年）“第4回 阪神競馬 第3日” (PDF). p. 4. 2015年9月22日閲覧。（索引番号：26032）
  - （2014年）“第4回 阪神競馬 第3日” (PDF). p. 4. 2015年9月15日閲覧。（索引番号：26032）
  - （2013年）“第4回 阪神競馬 第3日” (PDF). p. 4. 2015年9月15日閲覧。（索引番号：26032）
  - （2012年）“第4回 阪神競馬 第3日” (PDF). p. 4. 2015年9月15日閲覧。（索引番号：26032）
  - （2011年）“第5回 阪神競馬 第4日” (PDF). p. 4. 2015年9月15日閲覧。（索引番号：28044）
  - （2010年）“第4回 阪神競馬 第4日” (PDF). p. 8. 2015年9月15日閲覧。（索引番号：27044）
  - （2009年）“第4回 阪神競馬 第4日” (PDF). p. 8. 2015年9月15日閲覧。（索引番号：26044）
  - （2008年）“第4回 阪神競馬 第3日” (PDF). p. 9. 2015年9月15日閲覧。（索引番号：27033）
  - （2007年）“第4回 阪神競馬 第4日” (PDF). p. 9. 2015年9月15日閲覧。（索引番号：27045）
  - （2006年）“第3回 中京競馬 第4日” (PDF). p. 9. 2015年9月15日閲覧。（索引番号：27045）
  - （2005年）“第4回 阪神競馬成績集計表” (PDF). pp. 3004-3005. 2015年9月15日閲覧。（索引番号：27045）
  - （2004年）“第4回 阪神競馬成績集計表” (PDF). pp. 3004-3005. 2015年9月15日閲覧。（索引番号：27045）
  - （2003年）“第4回 阪神競馬成績集計表” (PDF). pp. 2978-2979. 2015年9月15日閲覧。（索引番号：26033）
  - （2002年）“第4回 阪神競馬成績集計表” (PDF). pp. 2831-2832. 2015年9月15日閲覧。（索引番号：26033）
- netkeiba.comより（最終閲覧日：2015年3月13日）
  - 1999年、2000年、2001年、2002年、2003年、2004年、2005年、2006年、2007年、2008年、2009年、2010年、2011年、2012年、2013年、2014年